# فؤاد سالم
فؤاد سالم اسمه الحقيقي فالح حسن جاسم آل بريج (ولد في 25 نوفمبر 1946- توفي في 21 ديسمبر 2013) هو فنان ومغني عراقي وأحد رواد الأغنية العراقية في السبعينيات . عاش معظم حياته في الغربة ويجيد فؤاد سالم الغناء من الأطوار الأبوذية (الشطيت والشطراوي والغافلي والحياوي والعياش والملائي واللامي)، إضافة إلى تميزه بالغناء البغدادي.

## حياته الشخصية
ولد عام 1946 في محافظة البصرة بقضاء التنومة ، ومنذ نعومة أظافره فقد والده، ليكون برعاية عمه "الحاج كاظم بريج"، وكان يغني في الطفولة؛ ليطرد الخوف عنه عند عودته من المدرسة إلى منزله وسط البساتين. 
متزوج من ابنة عمه، وله منها أربعة أبناء، وكان متزوجاً أيضاً من الفنانة مي جمال التي انفصلت عنه بعد هجرته من العراق وله منها بنت واحدة هي الفنانة والممثلة المعروفة نغم فؤاد.

### خروجه من العراق
خرج من العراق لأسباب سياسية، عندما اشتدت الحملة ضد أصحاب الفكر الشيوعي ووصلت ذروتها في بداية الثمانينيات عندما أعدم صدام حسين عددًا كبير من الشيوعيين والمتعاطفين معهم، واشتد الخناق على فؤاد سالم، فبعدما فصلوه من معهد الفنون الجميلة؛ مُنع من الغناء في الأماكن العامة، ومنع من دخول الإذاعة والتلفزيون ثم اعتقلوه.
وقال مرة: «ذات مرة استطعت أن أغني في مكان ما، لكنهم انتظروني في الخارج وأشبعوني ضرباً بأعقاب المسدسات، وجعلوا دمائي تسيل على الأرض، عندها أيقنت أن لا مكان لي في العراق؛ لأنهم سيقتلونني في المرة القادمة، فغادرت العراق وقلبي على كفي».
وهرب عام 1982 متوجهاً إلى الكويت وظل في بداية خروجه من العراق يتنقل في منطقة الخليج.
توفي في دمشق العاصمة السورية في يوم 21-12-2013 بعد أن عانى في السنتين الأخيرتين من مشاكل صحية أدّت إلى إصابته بتلف في أنسجة الدماغ أفقده القدرة على النطق والحركة.

## بداياته في البصرة
بدأ الغناء عام 1963 وكان متأثراً بالمطرب العراقي الكبير ناظم الغزالي، وكان يغني في الجلسات الخاصة بمحافظة البصرة وفي نادي الفنون الذي أسسه ورعاه مجموعة من الفنانين والشعراء والكتاب البصريين، فكان أول ظهور علني له مع أول أوبريت غنائي عراقي (بيادر الخير) في بداية السبعينيات ، الذي أنتجه نادي الفنون بإمكانيات متواضعة، وكان من إخراج الفنان قصي البصري، ثم أتبعه بعد عام بأوبريت (المطرقة)، وكلا الأوبريتين أحدثا ضجة فنية وإعلامية وسياسية أيضًا؛ كون غالبية أعضاء نادي الفنون والقائمين عليه كانوا من الشيوعيين العراقيين أو أصدقائهم.

## فؤاد سالم في التلفاز
ظهر لأول مرة على شاشة التلفاز عام 1968 في برنامج (وجه لوجه)، وقد تبناه في بداية الأمر عازف القانون الفنان سالم حسين وهو الذي اختار له اسم (فؤاد سالم) الذي اشتهر به، وكذلك هو الذي لحّن له أول أغنية في حياته الفنية وهي أغنية (سوار الذهب) وكانت من كلمات جودت التميمي، ثم غنى أغنية (موبدينة) للفنان محمد نوشي عام 1975.

## دراسته للموسيقى
تأثر الفنان فؤاد سالم بأساتذته في معهد الفنون الجميلة في بغداد من أمثال «سالم شكر» و«غانم حداد» ورغم انقطاعه الاضطراري بسبب مغادرته العراق منذ سبعينات القرن الماضي بسبب الظروف السياسية آنذاك -حيث اشتدت الحملة التي قادها نظام حزب البعث ضد اليساريين، وهي الحملة التي وصلت ذروتها في بداية الثمانينيات حيث أُعْدِم عدد كبير من الشيوعيين والمتعاطفين معهم-، وغنائه العديد من الأغاني السياسية ضد النّظام البعثي، إلا أنه عاد وأكمل دراسته في جمهورية اليمن الجنوبي مما ساهم ذلك فيما بعد إلى المساهمة في تلحين أغانيه.

## فؤاد سالم والشعر
كتب فؤاد سالم الكثير من كلمات أغانيه في السابق، بالإضافة إلى أنه نشر ثلاثة دواوين تتضمن شعرأً وزجلاً؛ أولها ديوان (عسر الحال) الذي أذيعت بعض قصائده في السابق على إذاعات المعارضة العراقية، وديوان (للوطن للناس أغني) وديوان (مشكورة) وديوان آخر عن ادب الفنون الشعبية ويتضمن 140 أبوذية و 200 دارمي.

## أغاني فؤاد سالم الشهيرة
أرد اوكف، ابن الحمولة، اريدك، المحبوب، أغاني إذاعية، الناوي، الي الله، أنت اللي بديت، انتظار، بعدك صغيرة، حبيناكم، حدر ياهالبلام، درب الشوق، دكة خزعلية، رنة خلخال، سوار الذهب، شوق الغريب، ضحكة حبيبي، على درب اليمرون، عليمن يا قلب، عمي يا بيّاع الورد، كلام الناس، ما تدرين، مالوم أنا، مثل كل العاشقين، محلاها العيون، مو بيدينه، يا بعد عمري، يا طير الرايح، سعادة، مشكورة، أفعال حبيبي هذا منو دق الباب، هلي يا ظلام، هنا يالحادي، هوى الحلوين، وتسافرين، ودعونا، وردة اسقيتها، وينك حبيبي، يا عنيّد يا يابه، يابوبلم عشاري، صابرين، ثلاث نخلات، تعودت، ردتك تمر ضيف، أنا ياطير، حبينا ضي الكمر، العلويه، ياعشكنا، وغيرها من الأغاني، آخر أغنية غناها المطرب فؤاد سالم هي أغنية وطنية اسمها (جيش العراق) من كلمات ماجد الساري، وألحان طارق الشبلي، ومن إخراج كامل معن العقابي وبثت على قناة الفيحاء.

## وفاته
توفي يوم السبت 21 كانون الأول 2013 في سوريا في إحدى مستشفيات دمشق بعد صراع طويل مع المرض.